# كرار جاسم
كرار جاسم محمد المحمودي (11 يونيو 1987-) المعروف باسم كرار جاسم، كان لاعب كرة قدم عراقي محترف، لعب كلاعب خط وسط مؤخرًا مع نادي نفط الوسط في الدوري العراقي الممتاز، كما سبق وأن لعب مع منتخب العراق لكرة القدم.

## مسيرته الرياضية
التحق كرار جاسم محمد بنادي الوكرة القطري في أوائل يونيو 2007 بعد أن قدم أداءً قوياً لفريق النجف في دوري أبطال آسيا 2007 حيث سجل هدفين في ست مباريات.
في عام 2009 وقع كرار عقدًا لمدة عام واحد مع نادي تراكتور سازي الإيراني. لكنه أوقف لتسع مباريات بعد صفعه حكم المبارة المساعد خلال إحدى مباريات الفريق. تم تخفيض العقوبة لاحقًا إلى خمس مباريات، ثم إلى ثلاث مباريات. وفي مايو 2011 أنهى نادي تراكتور سازير عقده لسلوكه السيئ تجاه الحكام.
في 4 يونيو 2011، انضم إلى فريق الاستقلال لكرة القدم الذي يتخذ من طهران مقراً له بموجب عقد لمدة عامين لكنه طرد في يناير 2012 خلال منتصف الموسم بعد خلاف مع لاعب الوسط ونائب قائد الفريق مجتبى جباري. ثم أعير إلى نادي شاهين بوشهر ثم انتقل إلى نادي عجمان وعاد مرة أخرى إلى نادي النجف على سبيل الإعارة.
في 4 يوليو 2014، عاد كرار إلى الاستقلال ووقع عقدًا لمدة عامين، لكنه غادر النادي بالتراضي في 29 نوفمبر 2015 بعد مشاكل مالية طويلة مع النادي الإيراني.

## المشاركة الدولية
سجل كرار ثلاثة أهداف للمنتخب العراقي الأولمبي في التصفيات الآسيوية لدورة الألعاب الأولمبية لعام 2008، بما في ذلك أهداف الفوز ضد تايلاند وكوريا الشمالية. كما سجل هدفاً في مرمى أستراليا للمنتخب الوطني في كأس آسيا 2007 ، وسجل ضد كوريا الشمالية في كأس آسيا 2011 وحقق الفوز للعراق الذي تأهل إلى دور الثمانية.

### الأهادف الدولية
| #  | التاريخ        | Venue                  | الخصم          | الأهداف | النتيجة | المنافسة الرياضية             |
| -- | -------------- | ---------------------- | -------------- | ------- | ------- | ----------------------------- |
| 1. | 13 يوليو 2007  | ملعب راجامانغالا       | أستراليا       | 3–1     | فوز     | كأس آسيا 2007                 |
| 2. | 13 يوليو 2009  | ملعب الشعب الدولي      | فلسطين         | 4–0     | فوز     | مبارة ودية                    |
| 3. | 19 يناير 2011  | ملعب أحمد بن علي       | كوريا الشمالية | 1–0     | فوز     | كأس آسيا 2011                 |
| 4. | 29 فبراير 2012 | ملعب حمد الكبير        | سنغافورة       | 7–1     | فوز     | تصفيات كأس العالم 2014 (آسيا) |
| 5. | 28 مايو 2012   | ملعب أحمد بن علي       | بوتسوانا       | 1–1     | تعادل   | مبارة ودية                    |
| 6. | 19 نوفمبر 2013 | ملعب غيلورا بونغ كارنو | إندونيسيا      | 2–0     | فوز     | تصفيات كأس آسيا 2015          |

## وصلات خارجية
- كرار جاسم على موقع الاتحاد الدولي (مؤرشف)  (الإنجليزية)
- كرار جاسم على موقع قاعدة بيانات كرة القدم.إي يو (الإنجليزية)
- كرار جاسم على موقع ناشيونال فوتبول تيمز (الإنجليزية)
- كرار جاسم على موقع Soccerway.com (الإنجليزية)
- كرار جاسم على موقع كووورة